# Górki Małe (województwo łódzkie)
Górki Małe – wieś w Polsce położona w województwie łódzkim, w powiecie łódzkim wschodnim, w gminie Tuszyn.
W latach 1954–1968 wieś należała i była siedzibą władz gromady Górki Małe, po jej zniesieniu w gromadzie Tuszyn. W latach 1975–1998 miejscowość administracyjnie należała do województwa piotrkowskiego.

## Historia Górek Małych
W średniowieczu Górki Małe należały do możnowładcy, który miał siedzibę w grodzisku położonym w nieodległych Górkach Dużych. Po grodzisku został charakterystyczny nasyp, ale nie zachowały się żadne dowody, do kogo ono należało. W XV-XVI w. Górki Małe stanowiły część dóbr tuszyńskich, a pierwsza o nich wzmianka pochodzi z 1511 roku, kiedy dobra te trafiły – wraz z całym starostwem tuszyńskim – w ręce Łukasza Górki, wojewody poznańskiego. Nieco później - jak można wyczytać z dokumentów – właścicielem 4 łanów gruntu w tej wsi oraz 7 zagrodników był Jakub Dylewski, kolejnych czterech łanów i trzech zagrodników - Joachim Górecki, pół łana – inny Dylewski, a ćwierć łana – Jan Zelgowski. Następnymi właścicielami dóbr góreckich była rodzina Bykowskich z Byk.
W roku 1727 na drodze dziedziczenia spadkowego Górki przypadły rodzinie Skórzewskich – w roku 1732 odnotowany jest jako właściciel Władysław Wężyk, mąż Petroneli de domo Skórzewskiej, sędzia ostrzeszowski. Kolejni właściciele to Jan i Ewa Gawrońscy, a od roku 1765 Węgleńscy, w których rękach Górki pozostały do początku XIX w.
Wg zapisu z 20 lutego 1884 właścicielami majątku Górki Małe byli Hipolit Skalski i jego żona Karolina Węglińska.

## Zabytki
Według rejestru zabytków Narodowego Instytutu Dziedzictwa na listę zabytków wpisane są obiekty:
- zespół dworski (nr 48), XVII-XIX w.:
  - dwór, nr rej.: 630 z 28.08.1967

Dawny folwark w Górkach położony jest w ładnej, pagórkowatej okolicy, przy drodze do Jutroszewa, po jej północnej stronie. Do podjazdu dworu usytuowanego na zachód od folwarku, na wzgórzu, prowadzi aleja. W rzadko doglądanym ogrodzie założonym w początkach naszego wieku, na bazie starszego założenia, podziwiać można zachowane kilkusetletnie lipy, jawor i in. nieco młodsze drzewa różnych gatunków. Na podjeździe rósł niegdyś potężny jesion, który ścięto tuż po wojnie, aby w jego miejscu ustawić maszt, pod którym odbywały się apele kolonijnej dziatwy. 
Na wschód od dworu, na terenie sąsiedniego gospodarstwa znajduje się murowany z kamienia polnego dawny spichlerz folwarczny – obecnie przebudowany i dalej, dawny dom rządcy z nietynkowanej cegły. Dwa dużej skali, ceglane budynki gospodarcze usytuowano wokół wewnętrznego dziedzińca. 
W odległości około kilometra na południowy zachód od dworu, w Górkach Dużych archeolodzy odkryli i wyeksponowali późnośredniowieczne grodzisko (stożkowy nasyp otoczony fosą) – widoczne od strony drogi. Kryje ono zapewne dawną siedzibę właścicieli Górek. W 1727 r. drogą spadku ziemie przeszły w ręce Skórzewskich. W 1732 r. na obu Górkach dziedziczy Władysław Wężyk, sędzia ostrzeszowski. W 1736 r. notowano kolejnych właścicieli – Jana i Ewę Gawrońskich, w 1765 r. – Ksawerego Węgleńskiego, a w 1781 r. – Józefa i Mariannę Węgleńskich. W rękach tego rodu Górki pozostają aż do początków XIX w. W latach 30. XIX w. Karolina Węgleńska, córka Józefa i Barbary wychodzi za mąż za Hipolita Skalskiego (1814–1877), który zapewne wzniósł górecki dworek. 
W 1912 r. w Górkach Dużych nie notuje się dworu. W Małych osiada Walenty Ostrowski. Wkrótce nastąpiła kolejna zmiana własności, dobra znalazły się w rękach Stanisława Makarewicza, a w okresie międzywojennym właścicielem ich został Mieczysław Dmowicz. W 1935 r. 120-morgowy obszar góreckiego majątku kupił na licytacji J.Hentzel – mechanik z Łodzi. Osiadł wraz z rodziną we dworze w Górkach i zajął się ogrodnictwem. 
Parterowy dworek, który nabył Hentzel, wzniesiono z drewna w konstrukcji zrębowej. Ściany były otynkowane. Niewielki obiekt na rzucie prostokąta, miał od frontu trójosiowy, zabudowany ganek i werandę przy krótszym boku, od zachodu. Kryty był dachem naczółkowym, pobitym gontem. W takim stanie dworek przetrwał do końca wojny. Po 1945 r. resztówkę upaństwowiono. We dworze znalazła siedzibę szkoła powszechna, a w sezonie letnim organizowano tu kolonie Polskiego Monopolu Spirytusowego, folwark przejęła GS. W 1962 r. szkoła została przeniesiona do nowo wzniesionego budynku, a we dworze urządzono świetlicę, następnie Koło Gospodyń Wiejskich. Kolejni użytkownicy zaniedbali swoją siedzibę i doprowadzili ją do ruiny. 
W 1981 r. zdewastowany dworek wraz z zachowanym fragmentem znalazł się w rękach prywatnych. Stan obiektu był tak zły, że zdecydowano się na rozbiórkę i budowę repliki na starych fundamentach, w trwalszym materiale i w nieco zmienionej formie. W miejscu frontowego, zabudowanego ganku, wymurowano portyk wsparty na dwóch kolumienkach dźwigających trójkątny szczyt. Zachowano zbliżoną kubaturę obiektu i dwutraktowy układ wnętrz. Ostatnio obiekt zmienił właścicieli i dopiero oni ukończyli budowę. 
- - park, nr rej.: 631 z 28.08.1967 oraz 268 z 23.10.1976